# Formuła Berlin Plus
Formuła Berlin Plus – umowa między Unią Europejską, a NATO uzgodniona w dniach 23-25 kwietnia 1999 roku na szczycie w Waszyngtonie. Dzięki niej Unia nabyła dostęp do zasobów, zdolności i danych planistycznych NATO przy przeprowadzaniu operacji pokojowych bez udziału Stanów Zjednoczonych. UE zawiera na podstawie tej formuły porozumienie z NATO każdorazowo gdy zamierza przeprowadzić tego typu operacje w ramach WPBiO.
Nazwa pochodzi od uzgodnień ze szczytu NATO odbytego w Berlinie 3 czerwca 1996 roku. Dotyczyły one operacji pokojowych przeprowadzanych poprzez Unię Zachodnioeuropejską.